# 旱魃

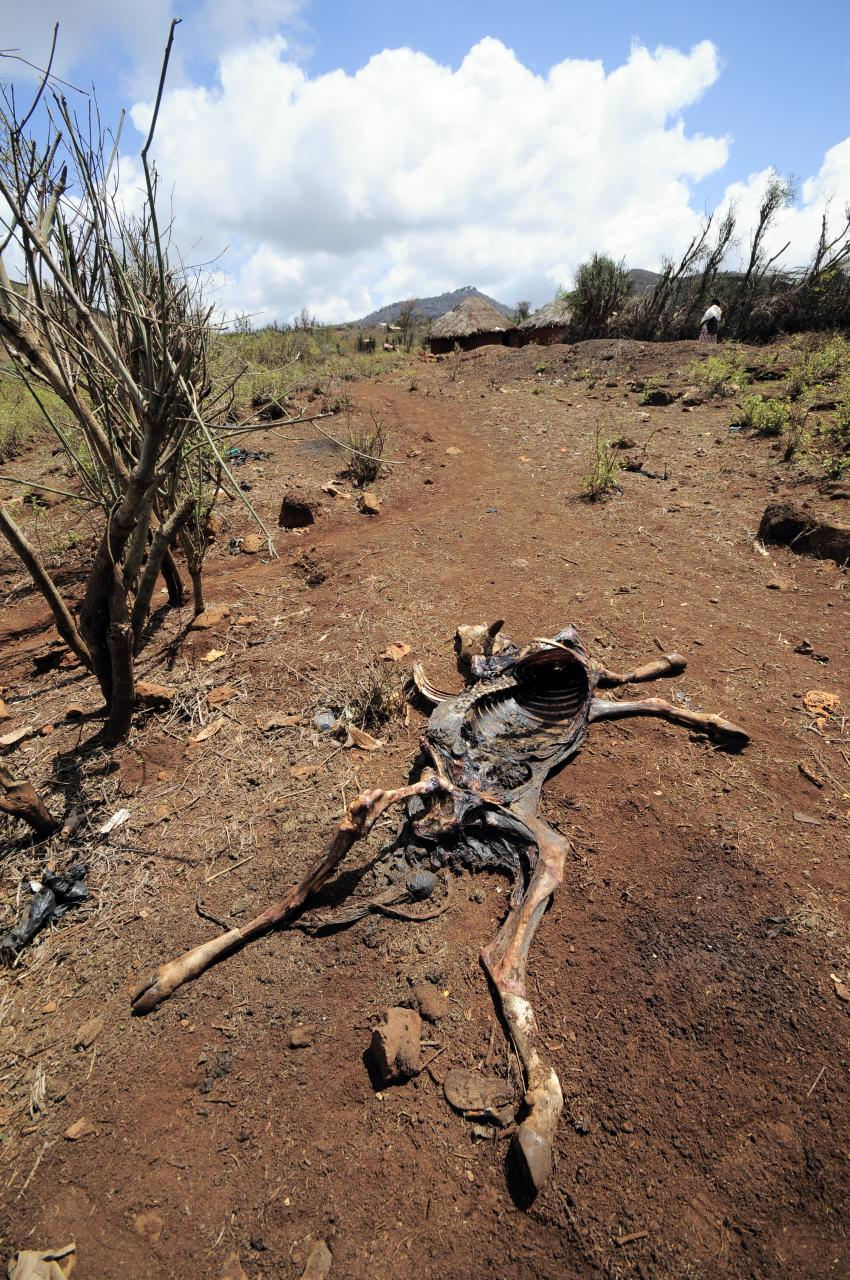
長期の干害に見舞われた土地（ケニア）

旱魃（かんばつ）とは、雨が降らないなどの原因である地域に起こる長期間の水不足の状態である。干ばつ、干魃とも書く。旱は「ひでり」、魃は「ひでりの神」の意味である。

## 概要
旱魃の被害を総じて干害（かんがい）と呼ぶ。旱害とも書き、これは干害の書き換え語でもある（従前から存在する同音同義語であり、新しい表記ではない）。
干害はその地域の水資源の存在量と人間の水需要がアンバランスになることによって発生するため、純粋な物理現象とはいえない。

## 定義と分類
旱魃の定義は関係する学問領域によってそれぞれ定義されており、以下のものが代表的である。
気象学的旱魃
乾燥気象が、深刻な水文（すいもん）のアンバランスを引き起こすほどある地域で続くこと。
気候学的旱魃
平均降水量などが年間・月間などの同期間内で、非常に少なくなっていること。
農業的旱魃
穀物生産や畜産に悪影響を及ぼすような降雨量の不足。
水文的旱魃
河川、貯水池、帯水層、湖、土壌における平均以下の水量が一定期間継続すること。

## 旱魃の影響
旱魃によってその地域の環境、経済、社会に様々な影響が発生する。一般的には次のような事象が起こる。
- 自然火災（山火事など）
- 農作物・狩猟・果物などの収穫減少
- 河川の水量の減少が漁業に悪影響を及ぼすこともある
- 害虫問題の増加[1]
- 貧困、生活苦による自殺[2]。
- 避難民、移住者の発生
- 社会不安
- 戦争
- 飢饉（飢餓）
- 疫病
- 砂漠化

これらの問題は、外部資源への依存率の増大や残された水資源の品質（汚染状態）など様々な要因が複雑に絡みあって発生する。その国のインフラの整備状況によって旱魃の影響（とくに飢餓）が甚大になることも、あるいは軽減されることもある。

## 大規模な旱魃
- ヨーロッパ、1540年。ヨーロッパ旱魃 (1540年)。死者51万人[3]。
- カーボベルデ、18世紀–19世紀。死者数10万人以上。被災者多数がニューイングランドなどに移住、捕鯨業に従事。
- インド、1900年。死者数25万人～325万人。旱魃による飢饉、病気。
- ソビエト連邦ウクライナ、ヴォルガ地域、1921・1922年。25～500万人が旱魃による飢饉により死亡。
- ソビエト連邦ウクライナ、クバン、北コーカサス、1932–1934年。ホロドモール。死者数：500万～1000万人。
- 中国北西部、1928–1930年。死者数300万人以上、飢餓。
- 中国四川省、1936年。500万人が死亡（飢餓）。3400万人が移住。
- アメリカ合衆国大平原地帯、1930–1937年。3回の旱魃。
- 中国四川省、1941年。死者数250万人。
- インド、1965–1967年。
- イラン、1968–1972年。
- サヘル（サハラ砂漠南縁地域）、1968–1974年。
- エチオピア、1973・1974年。
- ボリビア、1983年。
- エチオピア、1984・1985年。
- 日本、1994年渇水。
- オーストラリア、2001年–進行中。Drought in Australia。淡水化プロジェクト（Desalination Projects）（パース・ゴールドコースト）。多くの地域で節水規制が設けられている。ブリスベンではダムを建設する予定。
- 東アフリカ大旱魃 (2006年)
- 東アフリカ大旱魃 (2011年)
- ヨーロッパ、2022年。過去500年で最悪の干ばつとなり、同年8月の報告書において欧州の47％が土壌の水分不足が明らかな警告状態、17％は植生が影響を受ける警戒状態となった[4]。少なくとも1万5000人が死亡[5]。
- 中国長江周辺、2022年。同年7月以降、長江中下流域が1961年の観測開始以来最も強い熱波に襲われた[6]。一部地域の降雨量は半分以下になり、長江の水位が記録的に低くなった[7]。
- 日本北陸地方・東北地方日本海側、2023年8月。新潟県や山形県、秋田県の一部地域で旱魃による稲の枯死や、枝豆やブドウなどの園芸作物の品質低下、乳牛などの畜産物の各種被害が発生したほか、貯水率が0%となっている農業用ダムがあることが報告された[8][9]。